# Carlos Valderrama
Carlos Alberto Valderrama Palacio (* 2. září 1961, Santa Marta) je bývalý kolumbijský fotbalista, záložník, jeden z nejslavnějších hráčů kolumbijské historie – Pelé ho roku 2004 zařadil jako jediného Kolumbijce mezi 125 nejlepších žijících fotbalistů světa. Valderrama se stal dvakrát nejlepším fotbalistou Jižní Ameriky (1987, 1993). S kolumbijskou reprezentací vybojoval dvě bronzové medaile na mistrovství Jižní Ameriky (1993, 1995) a zúčastnil se tří světových šampionátů (1990, 1994, 1998). Celkem za národní tým odehrál 111 utkání, v nichž vstřelil 11 branek. S Atlético Junior de Barranquilla se stal dvakrát mistrem Kolumbie (1993, 1995), s Montpellier HSC získal roku 1990 francouzský pohár. Proslul svou nepřehlédnutelnou fyziognomií – blond afro účesem. Měl přezdívku El Pibe.